# Alarm Call
Singles de Björk
"Hunter (en)"
(1998) "All Is Full of Love"
(1999)
Pistes de Homogenic
"Immature"
(7) "Pluto"
(9)
Alarm Call est une chanson de l'artiste islandaise Björk, c'est le quatrième single issu de son troisième album, Homogenic. Celle-ci s'est classée 33e au Royaume-Uni. Cette chanson s'appelait à l'origine Jacko en référence à Michael Jackson.

## Clip
À l'origine, le clip devait être réalisé par Paul White (également réalisateur du clip de Hunter (en)). Dans ce clip Björk portait dans une robe semblable à celle que l'on voit sur la pochette de Homogenic, dansant dans le métro de Los Angeles.
Un second clip a été enregistré (Björk n'étant pas convaincue par le premier clip), réalisé par Alexander McQueen. Dans celui-ci, Björk descend la rivière d'une jungle à bord d'un radeau. On aperçoit différents animaux (crocodiles, serpents, etc.), et Björk « joue » avec eux. Les paroles de la chanson font des allusions aux évènements du passé du personnage d'« Isobel », présent dans les chansons précédentes Human Behaviour, Isobel et Bachelorette. Ce clip semble donc présenter la quatrième et dernière des aventures d'Isobel.